# Verlag Bertelsmann Stiftung
Der Verlag Bertelsmann Stiftung ist ein deutscher Fach- und Sachbuchverlag mit Sitz in Gütersloh. Er entstand 1985 aus der gemeinnützigen Bertelsmann Stiftung, um die Ergebnisse ihrer Projekte einer breiten Öffentlichkeit zugänglich zu machen. Das Programm umfasst Werke zu Bildung, Demokratie, Europa, Gesundheit, Werten und Wirtschaft. Ein Beispiel ist die Kinderbuchreihe „Leon und Jelena“. Außerdem erscheint im Verlag die Gesamtausgabe der Werke Reinhard Mohns.

## Geschichte
1977 rief Reinhard Mohn die gemeinnützige Bertelsmann Stiftung ins Leben. Mit Ausweitung der Aktivitäten in den 1980er Jahren stieg auch die Zahl der Publikationen. Als Reaktion wurde der Verlag Bertelsmann Stiftung errichtet und am 13. September 1985 ins Handelsregister beim Amtsgericht Gütersloh eingetragen. Gegenstand war die Veröffentlichung der Ergebnisse aus Projekten der Stiftung. Verantwortlich für den Verlag war Reinhard Mohn als Vorsitzender der Bertelsmann Stiftung.
Die erste Veröffentlichung war eine Pilotstudie zum Aufbau eines entscheidungsorientierten Informations- und Berichtswesens im Krankenhaus. Es folgte ein Berichtsband über das Internationale Bibliotheks-Kolloquium der Bertelsmann Stiftung. Größere Aufmerksamkeit erhielten die Arbeitspapiere zu Strategien und Optionen für die Zukunft Europas sowie Werke im Kontext der Verleihung des Carl Bertelsmann-Preises (1988–2008), der seit 2011 als Reinhard-Mohn-Preis weitergeführt wird.
Nach dem Tod von Reinhard Mohn veröffentlichte der Verlag Bertelsmann Stiftung im Dezember 2009 eine Gesamtausgabe seiner Werke. Dazu gehören „Von der Welt lernen“, „Die gesellschaftliche Verantwortung des Unternehmers“, „Menschlichkeit gewinnt“ und „Erfolg durch Partnerschaft“ sowie Aufsätze und Reden. Die Gesamtausgabe der Werke bildet den Grundstein für Mohns publizistisches Vermächtnis.
Anlässlich einer Kooperation mit dem Frankfurter Literaturhaus zum Thema Cyberspace war der Verlag 1993 erstmals auf der Frankfurter Buchmesse präsent und ist bis heute dort vertreten. Von 2012 bis zur Corona-Pandemie im Jahr 2020 stellte der Verlag auch auf der Leipziger Buchmesse aus.

## Organisationsstruktur
Der Verlag Bertelsmann Stiftung ist ein wirtschaftlicher Zweckbetrieb im Sinne der Abgabenordnung. Er arbeitet weitgehend unabhängig und dient dazu, die steuerbegünstigten satzungsmäßigen Zwecke der Bertelsmann Stiftung zu verwirklichen. Der Verlag wird durch den Vorstand der Stiftung vertreten, der durch Prokuristen unterstützt wird.
Der Verlag Bertelsmann ist im Handelsregister beim Amtsgericht Gütersloh eingetragen. Er wird im Adressbuch für den deutschsprachigen Buchhandel als selbstständige Einheit geführt. Zudem nimmt der Verlag am Verzeichnis lieferbarer Bücher teil. Die Auslieferung erfolgt in Deutschland und Österreich über die Bertelsmann-Tochter Arvato Media, in der Schweiz über das Schweizer Buchzentrum.

## Programm

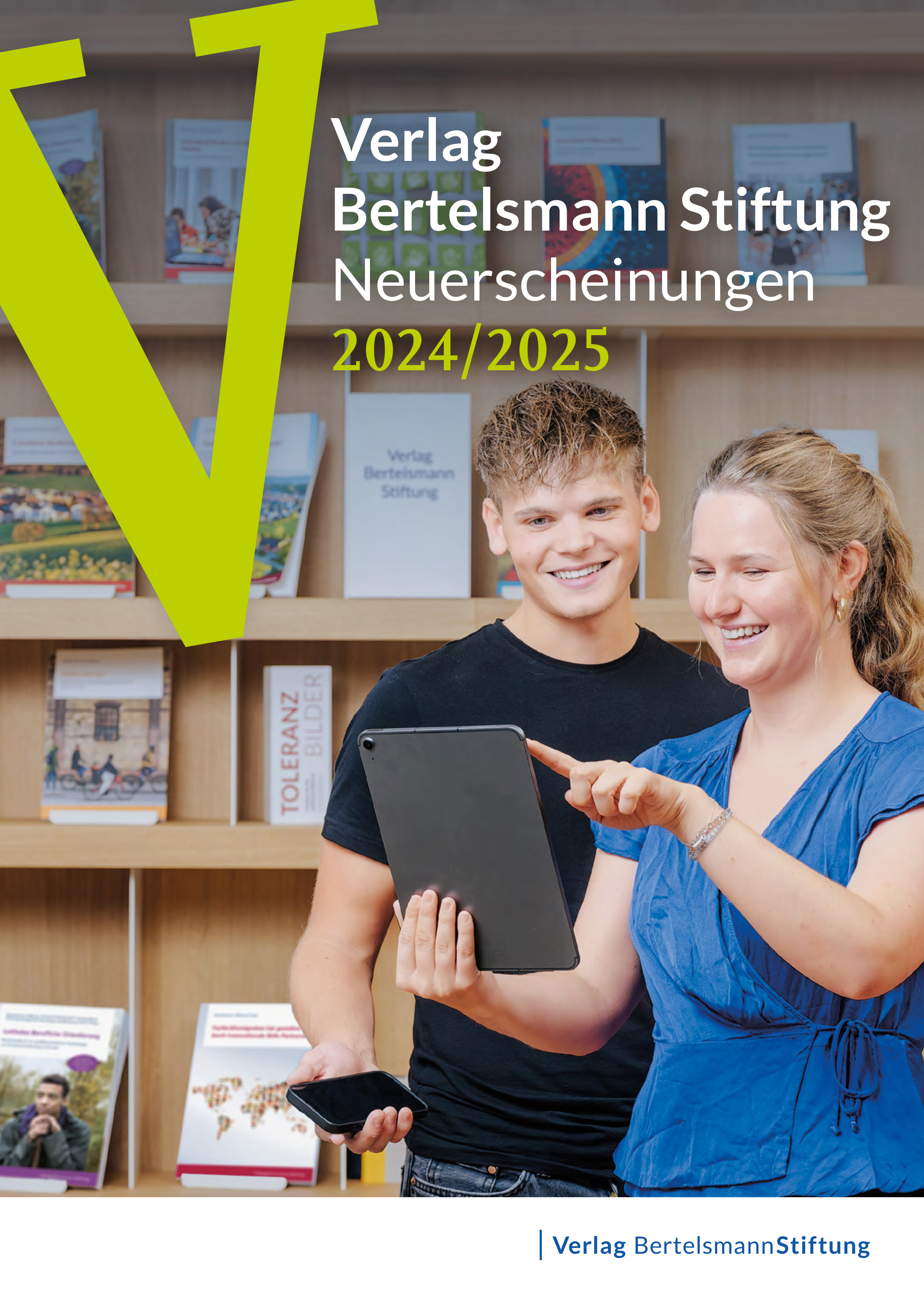
Cover des Verlagsprogramms mit Neuerscheinungen 2024/2025

Der Verlag Bertelsmann Stiftung hat derzeit (Stand: April 2023) rund 370 lieferbare Titel im Angebot. Jährlich erscheinen rund 20 Novitäten. Ältere Werke bleiben auf der Backlist und über den Buchhandel lieferbar.
Bei den Werken des Verlags handelt es sich um Monografien, Sammelbände und andere Materialien aus den Projekten der Stiftung. Diese erscheinen in gedruckter und digitaler Form (E-Book). Dazu kommen digitale Medien wie CDs/DVDs. Vereinzelt werden Hörbücher veröffentlicht.
Zu den erfolgreichsten Werken zählt die Kinderbuchreihe „Leon und Jelena“, die in einer Gesamtauflage von über 100.000 Exemplaren seit 2014 erscheint. Hauptfiguren sind zwei Kinder, die gemeinsam in den Kindergarten gehen und dort alltägliche Dinge mitentscheiden. Die Reihe wurde entwickelt, um die Partizipation in Kindertagesstätten zu fördern und demokratische Kompetenzen zu stärken. „Leon und Jelena“ umfasst derzeit 15 Bände, die Rüdiger Hansen und Raingard Knauer verfasst haben. Dazu kommt ein Praxishandbuch mit einer Auflage von über 10.000 Exemplaren.